# Synchytriaceae
Famille
Les Synchytriaceae sont une famille de champignons chytrides de la classe des Chytridiomycetes.

## Liste des genres
Selon Catalogue of Life (9 novembre 2014) :
- genre Carpenterophlyctis
- genre Endodesmidium
- genre Johnkarlingia
- genre Micromyces
- genre Miyabella
- genre Synchytrium